# Michael Tönnies
Michael Tönnies (Essen, 19 de dezembro de 1959 – 26 de janeiro de 2017) foi um futebolista alemão que jogava como atacante.